# سید محمدکاظم سجادپور
سید محمدکاظم سجادپور (زادهٔ ۱۳۳۴ در شیراز) رئیس پیشین مرکز مطالعات سیاسی و بین‌المللی وزارت امور خارجه ، دیپلمات ایرانی، استاد تمام در رشته روابط بین‌الملل و عضو هیئت علمی دانشکده روابط بین‌الملل وزارت امور خارجه است.
وی مدرک کارشناسی خود را در رشته روابط بین‌الملل در سال ۱۳۵۷ و کارشناسی ارشد در رشته روابط بین‌الملل را در سال ۱۳۶۰ از دانشگاه تهران و دکترای علوم سیاسی را از دانشگاه جرج واشینگتن در سال ۱۳۶۹ دریافت کرد و در سال‌های ۱۳۷۲–۱۳۷۰ دورهٔ تحقیقاتی فوق دکتری را در دانشگاه هاروارد گذراند. وی از سال ۱۳۷۲ عضویت هیئت علمی دانشکدهٔ روابط بین‌الملل بوده و همچنین در دانشگاه‌های تهران و شهید بهشتی تدریس کرده‌است. وی کتاب‌ها و مقالات متعدد در ایران و نشریات علمی بین‌المللی به چاپ رسانده‌است. دکتر سجادپور عضو هیئت تحریریه مجلات متعدد از جمله مجلهٔ دانشکده حقوق و علوم سیاسی دانشگاه تهران و Iran Journal of International Affairs بوده و در سال‌های ۱۳۸۳–۱۳۷۸ سردبیری مجلهٔ سیاست خارجی را به عهده داشته‌است.
سجادپور از سال ۱۳۷۴ تا ۱۳۷۸ عضو هیئت علمی نمایندگی جمهوری اسلامی ایران نزد سازمان ملل متحد در نیویورک بوده و از سال ۱۳۷۸ تا ۱۳۸۳ مسئولیت مدیرکلی دفتر مطالعات سیاسی و بین‌المللی وزارت امورخارجه را به عهده داشته و از سال ۱۳۸۳ تا ۱۳۸۶ نیز به عنوان سفیر دوم نمایندگی دائم جمهوری اسلامی ایران نزد دفتر اروپایی سازمان ملل متحد در ژنو خدمت کرده‌است.وی از تیر سال ۱۳۹۵ تا دی ۱۳۹۶ به عنوان رئیس مرکز آموزش و پژوهش‌های بین‌المللی وزارت امور خارجه و بعد از تغییر ساختار وزارت خارجه از بهمن سال ۱۳۹۶ به عنوان رئیس مرکز مطالعات سیاسی و بین‌المللی وزارت امور خارجه منصوب شد و از مهر ۱۴۰۰ محمدحسن شیخ‌الاسلامی جایگزین وی شده‌است.

## سوابق اجرایی
- مدیرکل دفتر مطالعات سیاسی و بین‌المللی
- سفیر دوم نزد سازمان ملل متحد در ژنو